# Villa Grove
Villa Grove és una població dels Estats Units a l'estat d'Illinois. Segons el cens del 2000 tenia 2.553 habitants.

## Demografia
Segons el cens del 2000, Villa Grove tenia 2.553 habitants, 1.033 habitatges, i 727 famílies. La densitat de població era de 661,6 habitants/km².
Dels 1.033 habitatges en un 33,8% hi vivien nens de menys de 18 anys, en un 54,4% hi vivien parelles casades, en un 10,7% dones solteres, i en un 29,6% no eren unitats familiars. En el 26,4% dels habitatges hi vivien persones soles el 13,6% de les quals corresponia a persones de 65 anys o més que vivien soles. El nombre mitjà de persones vivint en cada habitatge era de 2,46 i el nombre mitjà de persones que vivien en cada família era de 2,93.
Per edats la població es repartia de la següent manera: un 26,1% tenia menys de 18 anys, un 7,9% entre 18 i 24, un 27,6% entre 25 i 44, un 22,8% de 45 a 60 i un 15,7% 65 anys o més.
L'edat mediana era de 38 anys. Per cada 100 dones de 18 o més anys hi havia 89,6 homes.
La renda mediana per habitatge era de 35.912 $ i la renda mediana per família de 41.722 $. Els homes tenien una renda mediana de 35.099 $ mentre que les dones 21.453 $. La renda per capita de la població era de 16.504 $. Aproximadament el 5% de les famílies i el 7,1% de la població estaven per davall del llindar de pobresa.

## Poblacions més properes
El següent diagrama mostra les poblacions més properes.